# Санта Луча III (Козенца)
Санта Луча III је насеље у Италији у округу Козенца, региону Калабрија.
Према процени из 2011. у насељу је живело 23 становника. Насеље се налази на надморској висини од 282 м.